# 巴仁乡 (疏勒县)
巴仁乡，是中华人民共和国新疆维吾尔自治区喀什地区疏勒县下辖的一个乡镇级行政单位。

## 行政区划
巴仁乡下辖以下地区：
尤喀克巴仁三村、巴仁四村、央艾日克五村、托喀依六村、阿热巴格七村、吾守尔喀勒塔兰干八村、尧勒阿日希九村、阿亚克纳丘克十村、纳丘克十一村、尤库日纳丘克十二村、阿热克其其十三村、琼克其其十四村、欧吐拉克其其十五村、克其其十六村和阿热硝十八村。